# Kanton Zürich
Kanton Zürich er en kanton i Schweiz.
Kantonen ligger i det nordlige Schweiz. Den har et areal på 1.729 km2
og er med sine 1.520.968 (2018) indbyggere den befolkningsmæssigt største kanton i Schweiz. Hovedstaden er byen Zürich. Kantonen har et flertal af tysktalende.